# Vladimir Kulich
Vladimir Kulich (* 14. Juli 1956 in Prag) ist ein tschechisch-kanadischer Schauspieler.

## Leben
Kulich wurde in der damaligen Tschechoslowakei geboren und begann seine Schauspielkarriere am dortigen Staatstheater. Durch seine außergewöhnliche Größe (1,96 m) und seine allgemein starke physische Präsenz wurde er schnell bekannt, auch lernte er mehrere Sprachen wie Französisch und Englisch. In seiner Kindheit siedelte er mit seiner Familie nach Kanada um und begann in Hollywoodfilmen und Fernsehserien (MacGyver, Akte X – Die unheimlichen Fälle des FBI) zu spielen.
Seinen populärsten Auftritt hatte Kulich in dem Abenteuerfilm Der 13te Krieger aus dem Jahr 1999, in dem er den nordischen Kriegerkönig Buliwyf spielte, der an die literarische Figur des Beowulf angelehnt ist. 2002 spielte er die Rolle des Beast in der Serie Angel – Jäger der Finsternis.
Kulich war zudem in einzelnen Episoden verschiedener Serien zu sehen, wie Seven Days – Das Tor zur Zeit, Akte X – Die unheimlichen Fälle des FBI, Highlander und MacGyver. 2007 verkörperte er in den Film Smokin’ Aces mit Jeremy Piven und Ryan Reynolds einen Nebencharakter, welcher nur unter dem Namen The Swede bekannt ist. In der Serie Vikings von Michael Hirst verkörperte er in einer Nebenrolle unter dem Namen Erik einen Reisegefährten der Hauptfigur Ragnar Lothbrok.

## Filmografie (Auswahl)
- 1990: Das große Erdbeben in L.A. (The Big One: The Great Los Angeles Earthquake; Fernsehfilm)
- 1993: Necronomicon
- 1994: Crackerjack
- 1994: Red Scorpion 2
- 1995: Deceptions II: Edge of Deception
- 1995: Akte X (Fernsehserie, eine Episode)
- 1995: Decoy – Tödlicher Auftrag (Decoy)
- 1996: Crash
- 1996: Pandora’s Clock
- 1998: Firestorm – Brennendes Inferno (Firestorm)
- 1999: Seven Days – Das Tor zur Zeit (Seven Days, 2x07)
- 1999: Der 13te Krieger
- 2000: Ground Zero
- 2000: Wenn die Erde bebt – Wettlauf mit der Zeit
- 2003: Eiskalte Stille (Silence)
- 2007: Smokin’ Aces
- 2011: Ironclad – Bis zum letzten Krieger (Ironclad)
- 2013: Vikings (Fernsehserie, vier Folgen)
- 2014: The Equalizer
- 2018: The Debt Collector
- 2020: The Debt Collector 2